# Hegang

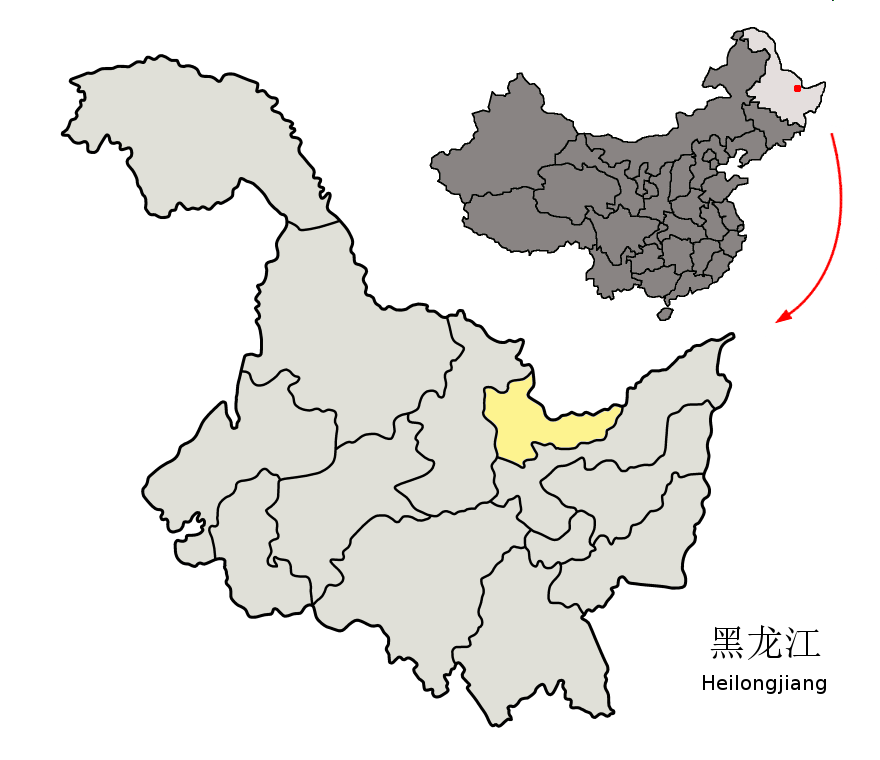
Hegang (rot) in der Provinz Heilongjiang

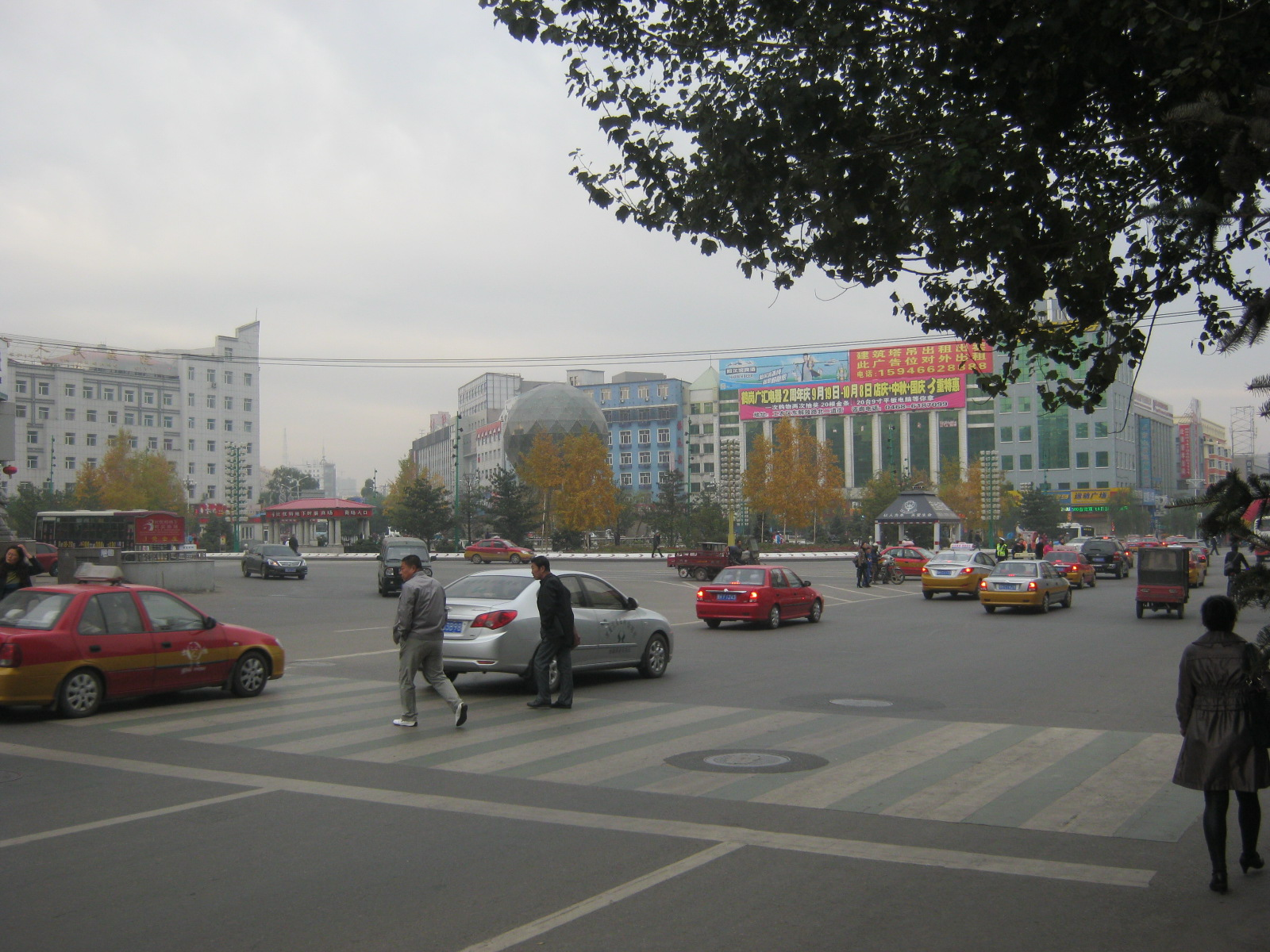
Hegang

Hegang (chinesisch 鹤岗市, Pinyin Hègǎng Shì) ist eine bezirksfreie Stadt in der nordostchinesischen Provinz Heilongjiang mit 891.271 Einwohnern (Stand: Zensus 2020; Zensus 2010: 1.058.665). Sie hat eine Fläche von 15.448 km² (Bevölkerungsdichte: 58 Einw./km²).

## Administrative Gliederung
Auf Kreisebene setzt Hegang sich aus sechs Stadtbezirken und zwei Kreisen zusammen. Diese sind (Stand: Zensus 2020):
- Stadtbezirk Xingshan (Xìngshān Qū 兴山区), 28 km², 21.125 Einwohner;
- Stadtbezirk Xiangyang (Xiàngyáng Qū 向阳区), 9 km², 72.867 Einwohner;
- Stadtbezirk Gongnong (Gōngnóng Qū 工农区), 12 km², 136.519 Einwohner;
- Stadtbezirk Nanshan (Nánshān Qū 南山区), 30 km², 119.662 Einwohner;
- Stadtbezirk Xing’an (Xīng'ān Qū 兴安区), 200 km², 99.013 Einwohner; und
- Stadtbezirk Dongshan (Dōngshān Qū 东山区), 2.839 km², 96.218 Einwohner;
- Kreis Luobei (Luóběi Xiàn 萝北县), 8.856 km², 206.072 Einwohner, Hauptort: Großgemeinde Fengxiang (凤翔镇); und
- Kreis Suibin (Suíbīn Xiàn 绥滨县), 3.474 km², 139.795 Einwohner, Hauptort: Großgemeinde Suibin (绥滨镇).

### Ethnische Gliederung der Bevölkerung von Hegang (2000)
| Name des Volkes | Einwohner | Anteil  |
| --------------- | --------- | ------- |
| Han             | 1.099.079 | 96,44 % |
| Mandschu        | 21.695    | 1,97 %  |
| Hui             | 7.535     | 0,69 %  |
| Koreaner        | 7.351     | 0,67 %  |
| Mongolen        | 1.557     | 0,14 %  |
| Zhuang          | 184       | 0,02 %  |
| Xibe            | 134       | 0,01 %  |
| Tujia           | 127       | 0,01 %  |
| Miao            | 115       | 0,01 %  |
| Sonstige        | 437       | 0,04 %  |